# Černozëm

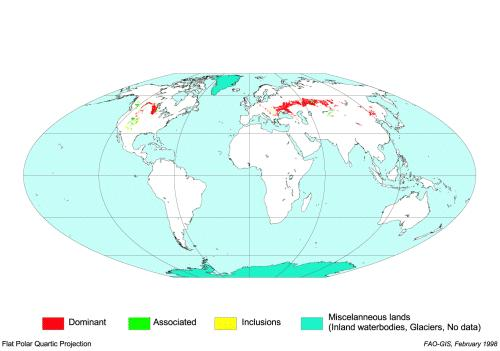
Distribuzione globale del černozëm.

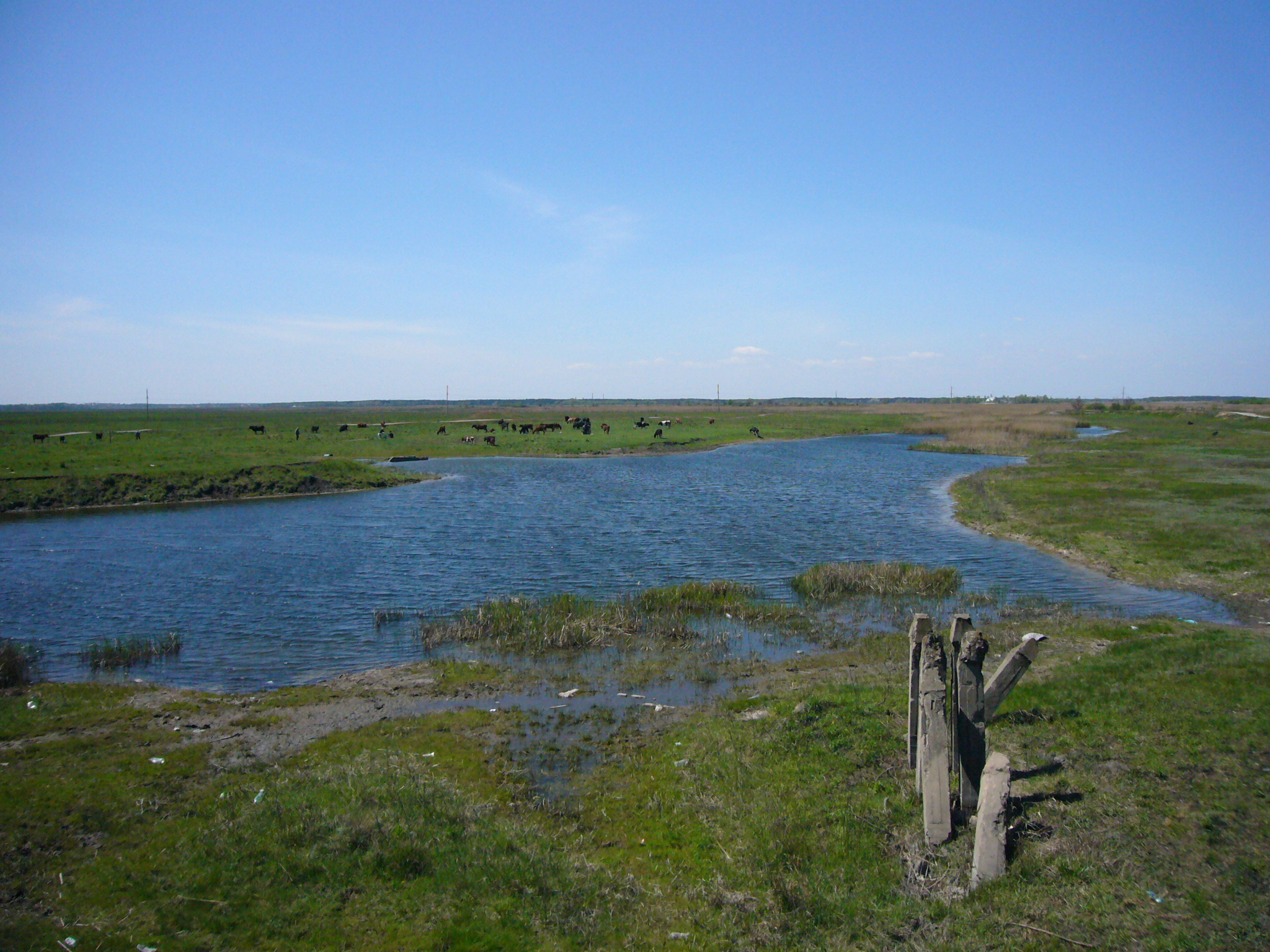
La steppa ucraina è uno degli ambienti tipici di formazione delle terre nere.

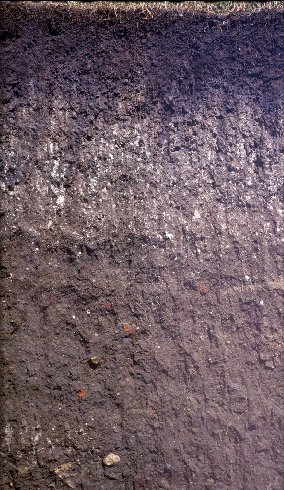
Terra nera di prateria.

Un černozëm (in russo Чернозём?, terra nera; traslitterato anche come čornozem o chornozem, pronuncia: [ʨɪrnɐˈzʲɵm]) è una particolare tipologia di suolo, generalmente associata agli ambienti di prateria.

## Caratteristiche generali
Questi suoli sono caratterizzati da uno spesso orizzonte superficiale (spesso identificato, a fini classificatori, come orizzonte diagnostico mollico), inscurito, fino a diventare quasi nero, da abbondante sostanza organica originata dall'elevata quantità di residui vegetali (radici delle piante erbacee), stabilizzata dall'abbondanza di calcio.
Come già accennato sopra, i černozëm si sviluppano tipicamente in ambienti di steppa, caratterizzati da clima continentale con inverni più o meno freddi e secchi seguiti da estati calde o moderatamente calde e discretamente piovose; si producono tuttavia con una certa frequenza, anche se irregolarmente, condizioni di siccità. Sono quindi suoli zonali, con stretta dipendenza dal fattore pedogenetico climatico: se ne osservano su vaste estensioni nella Russia meridionale, nella Siberia sudoccidentale, nelle Grandi Pianure nordamericane e nella Pampa (Argentina e Uruguay), nella Cina nordorientale (Manciuria).

## Processi pedogenetici
Il processo pedogenetico che porta alla formazione di queste terre nere è detto isoumismo (dal prefisso di origine greca iso, stesso + humus), conosciuto anche come steppizzazione (da steppa); consiste essenzialmente nell'accumulo di sostanza organica, stabilizzata dall'abbondanza di ioni calcio. Dato che le radici delle piante erbacee che vegetano in questi ambienti, per sopravvivere nei climi piuttosto secchi, si spingono parecchio in profondità nel terreno, la sostanza organica resta abbondante anche a profondità insolite (decine di centimetri); i composti argillo-umici si aggregano in una struttura grumosa molto stabile.
Questo processo viene "aiutato" dall'attività della pedofauna (vermi, lombrichi e mammiferi come le talpe o i cani della prateria), che traslocano a profondità ancora maggiori questi composti stabili. Come risultato, nei suoli interessati da queste dinamiche si osserva un contenuto piuttosto elevato di sostanza organica, che decresce molto lentamente con la profondità fino a parecchie decine di centimetri e conferisce a tutto l'orizzonte di suolo interessato un uniforme colore molto scuro (l'epipedon mollico adoperato in classificazioni come la Soil Taxonomy e il WRB).

## Suoli simili
Il černozëm è il suolo tipico dell'ambiente di steppa; esistono naturalmente numerosi termini di passaggio verso i suoli caratteristici degli ambienti confinanti: ad esempio, procedendo verso la fascia delle foreste (interessate da suoli bruni forestali e podzol) si osservano i brunizem, mentre dove la steppa trapassa nella steppa arida e nel semideserto i suoli neri diventano via via più chiari (kastanozem, marroni e sierozem, grigi).
Altri suoli simili sono i rendzina, suoli giovani sviluppatisi su substrati calcarei, nei quali si osserva elevata pietrosità, derivante dalla roccia madre calcarea ancora inalterata..